# بهترین (آلبوم آریانا گرانده)
بهترین (به انگلیسی: The Best) آلبوم بهترین‌ها از خواننده اهل ایالات متحده آمریکا آریانا گرانده است که فقط در ژاپن منتشر شد. این آلبوم شامل تک‌آهنگ‌های سه آلبوم استودیویی اول او: ارادتمند شما (۲۰۱۳)، همه‌چیز من (۲۰۱۴) و زن خطرناک (۲۰۱۶) به علاوه دوخوانی او با جان لجند در ترانه «دیو و دلبر» و همکاری‌اش با استیوی واندر است. این آلبوم در ۲۷ سپتامبر ۲۰۱۷ به‌صورت دیجیتالی و فیزیکی فقط در ژاپن توسط یونیورسال میوزیک ژاپن منتشر شد. در ژاپن، آلبوم با فروش ۲۴٬۷۶۴ نسخه در هفته اول به رتبه دوم جدول فروش موسیقی رسید.
این آلبوم در جدول‌های دانلود آلبوم و آلبوم‌های داغ ژاپن به رتبه اول رسید.

## جدول‌ها
| جدول (۲۰۱۷)                            | اوج موقعیت |
| -------------------------------------- | ---------- |
| دانلود آلبوم‌های ژاپن (بیلبورد)         | ۱          |
| آلبوم‌های داغ ژاپن (بیلبورد)            | ۱          |
| آلبوم‌های فروخته‌شده برتر ژاپن (بیلبورد) | ۲          |
| آلبوم‌های ژاپنی (اوریکون)               | ۲          |

| جدول (۲۰۱۷)              | موقعیت |
| ------------------------ | ------ |
| آلبوم‌های ژاپنی (اوریکان) | ۶۸     |

| جدول (۲۰۱۸)                   | موقعیت |
| ----------------------------- | ------ |
| آلبوم‌های ژاپنی (بیلبورد ژاپن) | ۷۳     |

## تاریخچه انتشار
| منطقه | زمان            | فرمت                                               | ناشر            | منابع  |
| ----- | --------------- | -------------------------------------------------- | --------------- | ------ |
| ژاپن  | ۲۷ سپتامبر ۲۰۱۷ | لوح فشرده سی‌دی و دی‌وی‌دی دیسک بلو-ری دانلود دیجیتال | ریپابلیک رکوردز | [ ۱۰ ] |